# Дзасежев, Хасанш Эльмурзович
Дзасежев Хасанш Эльмурзович (1930 — 1995) — профессор, зав. кафедрой черкесской и абазинской филологии Карачаево–Черкесского института повышения квалификации.
Дзасежев Х. Э. один из выдающихся деятелей в области  научных исследований лингвистики кабардино-черкесского языка и вопросов становления национальных систем образования. В основе его деятельности-создание учебно-методической литературы и подготовка кадров для школ и высших учебных заведений. Родился в 1930 году в сел. Залукодес Зольского района КБАССР. Четырехгодичный курс обучения в Кабардино-Балкарском Госпед. Институте закончил за три года в 1951 г.. С 1953 г. директор Залукодесской 7-летней школы, а с 1954 года – зав. кабинетом кабардинского языка и литературы в Кабардино-балкарском республиканском ИУУ, где до 1957 г. проводит большую работу по подготовке и усовершенствованию кадров: проводит лекции, семинары, доклады по проблемам методики преподавания родного языка и литературы, составляет учебные программы для средних школ. 
  С 1957 года начинает работу в КЧГПИ, в начале  в должности старшего преподавателя, а затем возглавляет кафедру черкесской и абазинской филологии. В 1961 году Дзасежеву Х. Э. присуждена ученая степень кандидата наук, а в 1964 году решением ВАК утвержден в ученом звании доцента. С этого времени Дзасежев Х. Э. возглавляет кафедру педагогики и психологии в КЧГПИ. С 1980 г. работает профессором кафедры  черкесской и абазинской филологии. Педагогическая работа Дзасежева Х.Э. на всем протяжении его жизни сочетается с научно-исследовательской. Им подготовлено и опубликовано научных трудов общим объёмом 150 печатных листов, из которых семь монографических изданий. Три работы Дзасежева Х.Э. утверждены Министерством просвещения в качестве учебников для педагогических ВУЗов:
1. Современный кабардино-черкесский язык (лексика, фонетика, морфология). Черкесск 1964г.
2. Современный кабардино-черкесский язык (синтаксис) Черкесск 1969г.
3. Методика преподавания кабардино-черкесского языка в школах. Черкесск 1970г.
За научно-исследовательскую работу и вклад в становление национальных систем образования Дзасежев Х. Э. неоднократно награжден грамотами различных учреждений, Почетной грамотой Президиума Верховного Совета РСФСР, значком «Отличник народного просвещения», медалью «За доблестный труд».
Читателям Кабардино-Балкарии и карачаево_Черкессии Дзасежев Х.Э. известен и  как писатель. Некоторые из его произведений изучаются в программе Родной литературы в кабардинских и черкесских школах.
Им изданы сборники рассказов, стихов, детские сказки, а так же повесть «Путь сироты» и первая книга романа «Горцы на распутье». Остались неопубликованными вторая книга означенного романа и поэма «Нуржан».